# Каратнау де Сус (Бузау)
Каратнау де Сус (рум. Cărătnău de Sus) насеље је у Румунији у округу Бузау у општини Сарулешти. Oпштина се налази на надморској висини од 428 m.

## Становништво
Према подацима из 2002. године у насељу је живело 63 становника, од којих су сви румунске националности.